# Lissey
Lissey ist eine französische Gemeinde mit 105 Einwohnern (Stand: 1. Januar 2022) im Département Meuse in der Region Grand Est (bis 2015 Lothringen). Sie gehört zum Arrondissement Verdun und zum Kanton Montmédy.

## Geografie
Lissey liegt etwa 33 Kilometer nordnordwestlich von Verdun. Umgeben wird Lissey von den Nachbargemeinden Bréhéville im Westen und Norden, Vittarville im Nordosten und Osten, Peuvillers im Südosten sowie Écurey-en-Verdunois im Südwesten und Süden.

## Bevölkerungsentwicklung
| Jahr                       | 1962 | 1968 | 1975 | 1982 | 1990 | 1999 | 2006 | 2011 | 2019 |
| Einwohner                  | 156  | 140  | 126  | 123  | 133  | 135  | 136  | 128  | 111  |
| Quellen: Cassini und INSEE |      |      |      |      |      |      |      |      |      |

## Sehenswürdigkeiten
- Kirche Saint-Rémy
- deutscher Soldatenfriedhof aus dem Ersten Weltkrieg mit 822 Gräbern

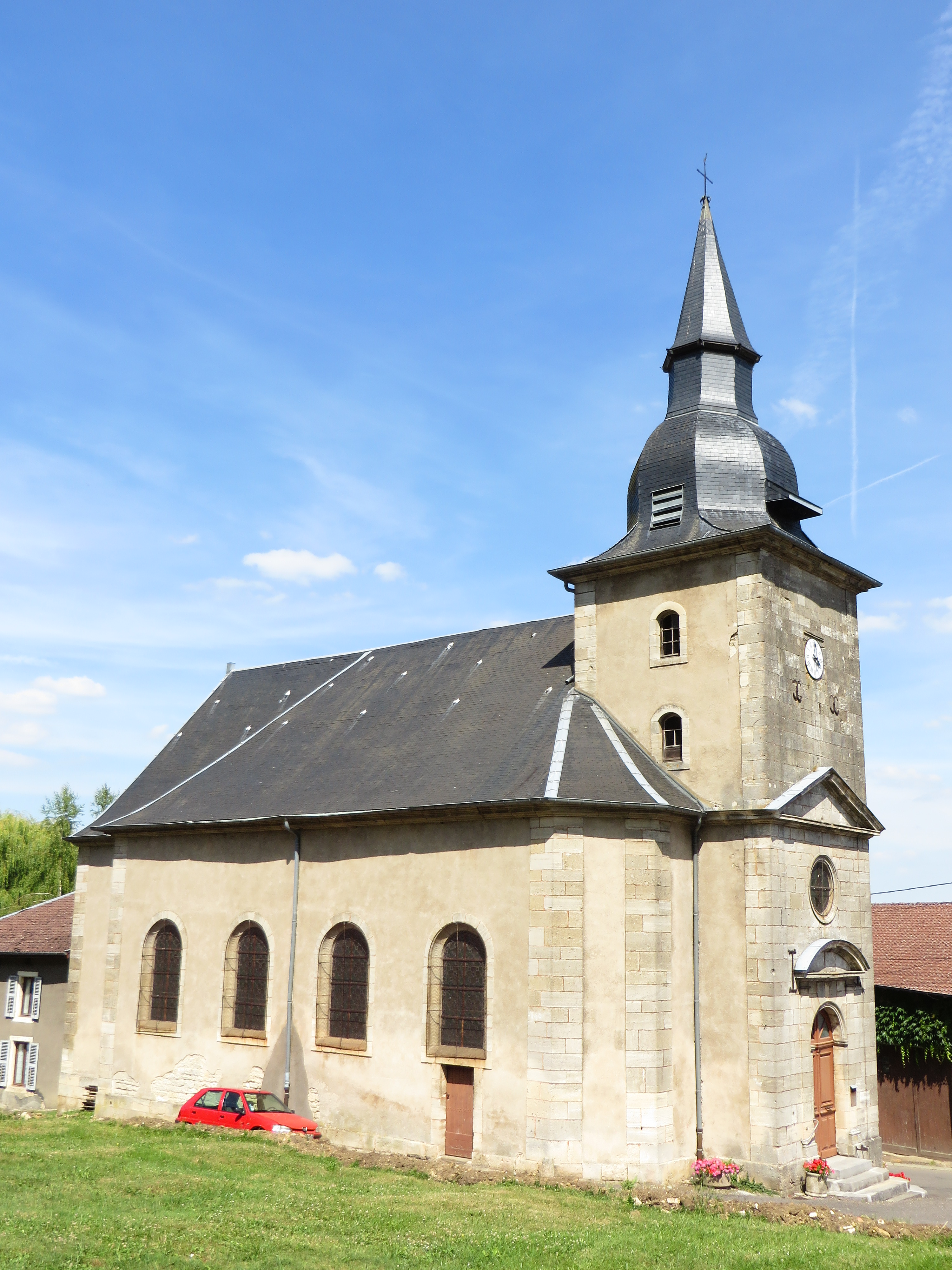
Kirche Saint-Rémy